# Grand Prix automobile des États-Unis 2022
GP précédent GP suivant
Le Grand Prix automobile des États-Unis 2022 (Formula 1 Aramco United States Grand Prix 2022) disputé le 23 octobre 2022 sur le circuit des Amériques, est la 1076e épreuve du championnat du monde de Formule 1 courue depuis 1950. Il s'agit de la 46e édition du Grand Prix des États-Unis et de la trente-huitième comptant pour le championnat du monde de Formule 1. Ce dixième Grand Prix disputé sur ce circuit situé à Austin (Texas) est la dix-neuvième manche du championnat 2022.
Carlos Sainz obtient la troisième pole position de sa carrière (toutes réalisées cette saison) en devançant son coéquipier Charles Leclerc de 65 millièmes de seconde au terme de la troisième phase des qualifications. Pour autant, les Ferrari F1-75 ne verrouillent pas la première ligne puisque le Monégasque, pénalisé d'un recul de dix places pour l'utilisation d'une cinquième unité de puissance, doit laisser sa place à Max Verstappen, tout frais double champion du monde. La pénalité infligée à Sergio Pérez, auteur du quatrième temps, permet aux Mercedes W13 de Lewis Hamilton et George Russell d'occuper la deuxième ligne et à Lance Stroll et Lando Norris de prendre le départ depuis la troisième ligne. De même, la pénalisation de Fernando Alonso, auteur du neuvième temps, envoie Valtteri Bottas et Alexander Albon en quatrième ligne. Pérez, reclassé neuvième, est en cinquième ligne, devant Sebastian Vettel.
À nouveau irrésistible au volant de sa Red Bull RB18, Max Verstappen triomphe pour la treizième fois cette année, ce qui lui permet d'égaler les records de Michael Schumacher (2004) et de Sebastian Vettel (2013), record qu'il est en mesure d'améliorer puisque trois courses restent au programme. Avec son coéquipier Sergio Pérez, quatrième, il offre à Red Bull Racing son cinquième titre de champion des constructeurs, après huit sacres consécutifs de Mercedes, dédiant ce succès au fondateur de son écurie Dietrich Mateschitz mort durant le weekend. Pour l'emporter, Verstappen doit surmonter un problème de pistolet pneumatique sur la roue avant-gauche lors de son arrêt au stand au trente-cinquième tour qui lui coûte onze secondes ; il ressort en troisième position à vingt tours de l'arrivée mais fond sur Charles Leclerc et le dépasse en trois boucles, puis rattrape Lewis Hamilton, qui a pris les commandes, et le déborde facilement à six tours du but. Hamilton termine deuxième et Leclerc, parti douzième, monte sur son cinquième podium consécutif. 
Mieux parti que Carlos Sainz, en pole position, Verstappen vire en tête en haut de la montée. Dans ce premier virage l'Espagnol, harponné par George Russell, est expédié en tête-à-queue et contraint à l'abandon compte-tenu des dégâts sur sa monoplace ; Russell écope de cinq secondes de pénalité. Leclerc remonte rapidement vers les avant-postes et se retrouve en tête après dix-huit tours, par le jeu des arrêts au stand, au moment même où Valtteri Bottas, coincé dans le bac à graviers, provoque la sortie de la voiture de sécurité. Le Monégasque en profite pour regagner les stands afin de se chausser en gommes medium et Verstappen reprend les commandes, devant Hamilton et Pérez. À peine les pilotes relancés à pleine vitesse, Lance Stroll se décale devant Fernando Alonso qui entamait un dépassement dans la ligne droite : les roues s'engrènent, l'A522 escalade l'Aston Martin AMR22, décolle de l'avant et glisse le long du muret de protection ; alors qu'Alonso peut continuer, la voiture de sécurité doit ressortir pour permettre l'évacuation de la monoplace de Stroll qui git, détruite, au milieu de la piste.
Après la relance, au trentième tour, Leclerc effectue un beau dépassement sur Pérez pour s'emparer de la troisième place. L'incident au stand de Verstappen laisse brièvement Hamilton entrevoir une première victoire en 2022. Russell assuré de finir cinquième, chausse des pneus tendres dans l'avant-dernier tour pour s'attribuer le point bonus du record sur la ligne d'arrivée, qu'il franchit loin devant Norris, alors qu'Alonso, revenu en septième position, écope d'une pénalité de trente secondes pour « conduite dangereuse » (pour avoir perdu son rétroviseur droit, conséquence de son accrochage avec Stroll) et rétrograde à la quinzième place ; Alpine fait ensuite appliquer, avec succès, son droit de révision auprès du pouvoir sportif. Par conséquent, il retrouve sa septième place. Sebastian Vettel, après son dépassement sur Kevin Magnussen dans le dernier tour, se classe huitième et Yuki Tsunoda prend le point de la dixième place. 
Au classement du championnat du monde, Verstappen, déjà champion, possède 391 points et devance de 124 unités Leclerc (267 points), qui reprend la place de dauphin à Pérez (265 points). Russell (218 points) devra défendre sa quatrième place face à Sainz (202 points) et son coéquipier Hamilton (198 points). Norris (109 points) tient fermement le septième rang devant les pilotes Alpine, Ocon (78 points) et Alonso (71 points) ; Bottas est dixième avec 46 points. À trois courses de la fin d'une saison qu'elle a largement dominée, Red Bull Racing (656 points) renoue avec le titre mondial des constructeurs, neuf ans après le précédent. Ferrari, deuxième avec 469 points, reste sous la menace de Mercedes (416 points), tout comme Alpine (149 points) qui doit défendre sa quatrième place face à McLaren (138 points). Alfa Romeo (52 points) et Aston Martin (49 points) se tiennent dans un mouchoir de poche pour la sixième place, alors que Haas F1 Team (36 points) reprend le huitième rang à AlphaTauri (35 points). Williams est dixième et dernier avec 8 points.

## Contexte avant la course
Red Bull Racing peut être sacrée championne du monde des constructeurs, pour la première fois depuis 2013, mettant ainsi fin à la série de huit titres consécutifs de Mercedes jusqu'en 2021, dès la manche américaine alors qu'il n'en restera plus que trois à disputer. L'écurie, disposant en effet de 165 points d'avance sur la Scuderia Ferrari, sa plus proche poursuivante, aura besoin de maintenir un écart de 147 points (correspondant à trois doublés, les points des meilleurs tours en course et un doublé dans la course sprint de Sao Paulo) pour remporter le titre au soir de la course. Ferrari doit obligatoirement marquer 19 points de plus que Red Bull à Austin pour retarder le sacre.
Le samedi des qualifications est marqué par l'annonce du décès de Dietrich Mateschitz, à 78 ans. Cofondateur de l'entreprise de boissons énergisantes Red Bull, il était le fondateur et propriétaire de deux écuries lancées en championnat du monde de Formule 1 au milieu des années 2000, Red Bull Racing et la Scuderia Toro Rosso devenue Scuderia AlphaTauri,.

## Pneus disponibles
| Pneus pour piste sèche | Pneus pour piste sèche | Pneus pour piste sèche | Pneus pluie    | Pneus pluie |
| ---------------------- | ---------------------- | ---------------------- | -------------- | ----------- |
| Durs (Type C1)         | Medium (Type C2)       | Tendres (Type C3)      | Intermédiaires | Pluie       |

## Essais libres

### Première séance, le vendredi de 14 h  à 15 h
| Pos. | Pilote           | Voiture               | Chrono         | Écart     |
| ---- | ---------------- | --------------------- | -------------- | --------- |
| 1    | Carlos Sainz Jr. | Ferrari               | 1 min 36 s 857 |           |
| 2    | Max Verstappen   | Red Bull              | 1 min 37 s 081 | + 0 s 224 |
| 3    | Lewis Hamilton   | Mercedes              | 1 min 37 s 332 | + 0 s 475 |
| 4    | Lance Stroll     | Aston Martin-Mercedes | 1 min 37 s 460 | + 0 s 603 |
| 5    | Sergio Pérez     | Red Bull              | 1 min 37 s 515 | + 0 s 658 |
| 6    | Fernando Alonso  | Alpine-Renault        | 1 min 37 s 713 | + 0 s 856 |

- Robert Shwartzman, pilote de développement de Ferrari et membre de la Ferrari Driver Academy, prend le volant de la Ferrari F1-75 de  Charles Leclerc et réalise le seizième temps[7],[8] ;
- Álex Palou (champion IndyCar Series en 2021), pilote novice testé par McLaren, remplace Daniel Ricciardo au volant de la McLaren MCL36 ; il obtient le dix-septième temps[7] ;
- Théo Pourchaire (vice-champion de Formule 2 en 2022), pilote novice testé par Alfa Romeo, remplace Valtteri Bottas à bord de l'Alfa Romeo C42 ; il termine les essais dix-huitième[7] ;
- Logan Sargeant (troisième du championnat de Formule 2 en 2022), pilote novice testé par Williams, remplace Nicholas Latifi au volant de la Williams FW44 et obtient le dix-neuvième temps[7] ;
- Antonio Giovinazzi, pilote-essayeur Haas F1 Team, remplace Kevin Magnussen au volant de la Haas VF-22 ; il réalise le vingtième et dernier temps[7].

### Deuxième séance, le vendredi de 17 h à 18 h 30
| Pos. | Pilote           | Voiture            | Chrono         | Écart     |
| ---- | ---------------- | ------------------ | -------------- | --------- |
| 1    | Charles Leclerc  | Ferrari            | 1 min 36 s 810 |           |
| 2    | Valtteri Bottas  | Alfa Romeo-Ferrari | 1 min 37 s 525 | + 0 s 715 |
| 3    | Daniel Ricciardo | McLaren-Mercedes   | 1 min 37 s 627 | + 0 s 817 |
| 4    | Carlos Sainz Jr. | Ferrari            | 1 min 38 s 232 | + 1 s 422 |
| 5    | Mick Schumacher  | Haas-Ferrari       | 1 min 39 s 507 | + 2 s 697 |
| 6    | Lando Norris     | McLaren-Mercedes   | 1 min 39 s 547 | + 2 s 737 |

- La séance d'essais est portée à 90 minutes pour pouvoir tester les prototypes de pneus Pirelli en vue de la saison 2023 ; seuls les pilotes qui n'avaient pas tourné lors de la première séance (afin de laisser leur place aux pilotes novices) ont eu l'autorisation d'effectuer les essais avec des pneumatiques 2022[10],[11].

### Troisième séance, le samedi de 14 h à 15 h
| Pos. | Pilote           | Voiture        | Chrono         | Écart     |
| ---- | ---------------- | -------------- | -------------- | --------- |
| 1    | Max Verstappen   | Red Bull       | 1 min 35 s 825 |           |
| 2    | Charles Leclerc  | Ferrari        | 1 min 36 s 145 | + 0 s 320 |
| 3    | Carlos Sainz Jr. | Ferrari        | 1 min 36 s 271 | + 0 s 446 |
| 4    | Sergio Pérez     | Red Bull       | 1 min 36 s 397 | + 0 s 572 |
| 5    | Lewis Hamilton   | Mercedes       | 1 min 36 s 401 | + 0 s 576 |
| 6    | Fernando Alonso  | Alpine-Renault | 1 min 36 s 928 | + 1 s 103 |

## Séance de qualifications

### Résultats des qualifications
| Pos.                                                                                      | Pilote           | Écurie                | Qualifications 1 | Qualifications 2 | Qualifications 3 |
| ----------------------------------------------------------------------------------------- | ---------------- | --------------------- | ---------------- | ---------------- | ---------------- |
| 1                                                                                         | Carlos Sainz Jr. | Ferrari               | 1 min 35 s 297   | 1 min 35 s 590   | 1 min 34 s 356   |
| 2                                                                                         | Charles Leclerc  | Ferrari               | 1 min 35 s 795   | 1 min 35 s 246   | 1 min 34 s 421   |
| 3                                                                                         | Max Verstappen   | Red Bull              | 1 min 35 s 864   | 1 min 35 s 294   | 1 min 34 s 448   |
| 4                                                                                         | Sergio Pérez     | Red Bull              | 1 min 36 s 163   | 1 min 35 s 864   | 1 min 34 s 645   |
| 5                                                                                         | Lewis Hamilton   | Mercedes              | 1 min 36 s 148   | 1 min 35 s 732   | 1 min 34 s 947   |
| 6                                                                                         | George Russell   | Mercedes              | 1 min 36 s 195   | 1 min 35 s 692   | 1 min 34 s 988   |
| 7                                                                                         | Lance Stroll     | Aston Martin-Mercedes | 1 min 36 s 860   | 1 min 36 s 032   | 1 min 35 s 598   |
| 8                                                                                         | Lando Norris     | McLaren-Mercedes      | 1 min 36 s 465   | 1 min 36 s 341   | 1 min 35 s 690   |
| 9                                                                                         | Fernando Alonso  | Alpine-Renault        | 1 min 36 s 446   | 1 min 35 s 988   | 1 min 35 s 876   |
| 10                                                                                        | Valtteri Bottas  | Alfa Romeo-Ferrari    | 1 min 36 s 746   | 1 min 36 s 321   | 1 min 36 s 319   |
| 11                                                                                        | Alexander Albon  | Williams-Mercedes     | 1 min 36 s 932   | 1 min 36 s 368   |                  |
| 12                                                                                        | Sebastian Vettel | Aston Martin-Mercedes | 1 min 36 s 695   | 1 min 36 s 398   |                  |
| 13                                                                                        | Pierre Gasly     | AlphaTauri-Red Bull   | 1 min 36 s 577   | 1 min 36 s 740   |                  |
| 14                                                                                        | Zhou Guanyu      | Alfa Romeo-Ferrari    | 1 min 36 s 656   | 1 min 36 s 970   |                  |
| 15                                                                                        | Yuki Tsunoda     | AlphaTauri-Red Bull   | 1 min 36 s 808   | 1 min 37 s 147   |                  |
| 16                                                                                        | Kevin Magnussen  | Haas-Ferrari          | 1 min 36 s 949   |                  |                  |
| 17                                                                                        | Daniel Ricciardo | McLaren-Mercedes      | 1 min 37 s 046   |                  |                  |
| 18                                                                                        | Esteban Ocon     | Alpine-Renault        | 1 min 37 s 068   |                  |                  |
| 19                                                                                        | Mick Schumacher  | Haas-Ferrari          | 1 min 37 s 111   |                  |                  |
| 20                                                                                        | Nicholas Latifi  | Williams-Mercedes     | 1 min 37 s 244   |                  |                  |
| Temps minimal à réaliser pour la qualification : 1 min 41 s 468 (107 % de 1 min 35 s 297) |                  |                       |                  |                  |                  |

### Grille de départ
- Sergio Pérez, auteur du quatrième temps, est pénalisé d'un recul de cinq places sur la grille pour l'utilisation d'un cinquième moteur ; il s'élance neuvième[14] ;
- Charles Leclerc, auteur du deuxième temps, est pénalisé d'un recul de dix places sur la grille pour l'utilisation d'un cinquième moteur et d'un nouveau turbocompresseur ; il s'élance douzième[15] ;
- Fernando Alonso, auteur du neuvième temps, est pénalisé d'un recul de cinq places sur la grille pour l'utilisation d'un cinquième moteur ; il s'élance quatorzième[16] ;
- Zhou Guanyu, auteur du quatorzième temps, est pénalisé d'un recul de cinq places sur la grille pour l'utilisation d'un cinquième moteur ; compte-tenu des pénalisations de ses rivaux, il s'élance dix-huitième[14] ;

- Yuki Tsunoda, auteur du quinzième temps, est pénalisé d'un recul de cinq places sur la grille pour l'utilisation d'un cinquième moteur ; compte-tenu de la pénalité d'Ocon, il s'élance dix-neuvième[17] ;
- Esteban Ocon, auteur du dix-huitième temps, est pénalisé d'un départ depuis la voie des stands pour l'utilisation d'un cinquième moteur [18].

| Pos.    | Pilote                | Voiture               |
| ------- | --------------------- | --------------------- |
| 1       | Carlos Sainz Jr.      | Ferrari               |
| 2       | Max Verstappen        | Red Bull              |
| 3       | Lewis Hamilton        | Mercedes              |
| 4       | George Russell        | Mercedes              |
| 5       | Lance Stroll          | Aston Martin-Mercedes |
| 6       | Lando Norris          | McLaren-Mercedes      |
| 7       | Valtteri Bottas       | Alfa Romeo-Ferrari    |
| 8       | Alexander Albon       | Williams-Mercedes     |
| 9       | Sergio Pérez (+5)     | Red Bull              |
| 10      | Sebastian Vettel      | Aston Martin-Mercedes |
| 11      | Pierre Gasly          | AlphaTauri-Red Bull   |
| 12      | Charles Leclerc (+10) | Ferrari               |
| 13      | Kevin Magnussen       | Haas-Ferrari          |
| 14      | Fernando Alonso (+5)  | Alpine-Renault        |
| 15      | Daniel Ricciardo      | McLaren-Mercedes      |
| 16      | Mick Schumacher       | Haas-Ferrari          |
| 17      | Nicholas Latifi       | Williams-Mercedes     |
| 18      | Zhou Guanyu (+5)      | Alfa Romeo-Ferrari    |
| 19      | Yuki Tsunoda (+5)     | AlphaTauri-Red Bull   |
| pitlane | Esteban Ocon (PIT)    | Alpine-Renault        |

## Course

### Classement de la course
| Pos. | no | Pilote           | Écurie                | Tours | Temps/Abandon                            | Grille  | Points |
| ---- | -- | ---------------- | --------------------- | ----- | ---------------------------------------- | ------- | ------ |
| 1    | 1  | Max Verstappen   | Red Bull              | 56    | 1 h 42 min 11 s 687 (181,069 km/h)       | 2       | 25     |
| 2    | 44 | Lewis Hamilton   | Mercedes              | 56    | + 5 s 023                                | 3       | 18     |
| 3    | 16 | Charles Leclerc  | Ferrari               | 56    | + 7 s 501                                | 12      | 15     |
| 4    | 11 | Sergio Pérez     | Red Bull              | 56    | + 8 s 293                                | 9       | 12     |
| 5    | 63 | George Russell   | Mercedes              | 56    | + 44 s 815                               | 4       | 10 + 1 |
| 6    | 4  | Lando Norris     | McLaren-Mercedes      | 56    | + 53 s 785                               | 6       | 8      |
| 7    | 14 | Fernando Alonso  | Alpine-Renault        | 56    | + 55 s 078                               | 14      | 6      |
| 8    | 5  | Sebastian Vettel | Aston Martin-Mercedes | 56    | + 1 min 05 s 354                         | 10      | 4      |
| 9    | 20 | Kevin Magnussen  | Haas-Ferrari          | 56    | + 1 min 05 s 834                         | 13      | 2      |
| 10   | 22 | Yuki Tsunoda     | AlphaTauri-Red Bull   | 56    | + 1 min 10 s 919                         | 19      | 1      |
| 11   | 31 | Esteban Ocon     | Alpine-Renault        | 56    | + 1 min 12 s 875                         | Pitlane |        |
| 12   | 24 | Zhou Guanyu      | Alfa Romeo-Ferrari    | 56    | + 1 min 16 s 164                         | 18      |        |
| 13   | 23 | Alexander Albon  | Williams-Mercedes     | 56    | + 1 min 20 s 057 (dont 5 s de pénalité)  | 8       |        |
| 14   | 10 | Pierre Gasly     | AlphaTauri-Red Bull   | 56    | + 1 min 21 s 763 (dont 10 s de pénalité) | 11      |        |
| 15   | 47 | Mick Schumacher  | Haas-Ferrari          | 56    | + 1 min 24 s 490 (dont 5 s de pénalité)  | 16      |        |
| 16   | 3  | Daniel Ricciardo | McLaren-Mercedes      | 56    | + 1 min 30 s 487                         | 15      |        |
| 17   | 6  | Nicholas Latifi  | Williams-Mercedes     | 56    | + 1 min 43 s 588 (dont 5 s de pénalité)  | 17      |        |
| Abd. | 18 | Lance Stroll     | Aston Martin-Mercedes | 21    | Accrochage                               | 5       |        |
| Abd. | 77 | Valtteri Bottas  | Alfa Romeo-Ferrari    | 16    | Sortie de piste                          | 7       |        |
| Abd. | 55 | Carlos Sainz Jr. | Ferrari               | 1     | Accrochage                               | 1       |        |

- Initialement pénalisé de trente secondes par les commissaires pour « conduite dangereuse » (un rétroviseur de sa monoplace s'étant détaché après son accrochage avec Lance Stroll) et rétrogradé quinzième, Fernando Alonso est finalement réintégré à la septième place. Faisant jouer son droit de révision, Alpine fait annuler la réclamation portée par l'écurie Haas, ayant débouché sur la pénalité, car elle a été déposée hors délai et devient dès lors « nulle et non avenue »[21].

### Pole position et record du tour
- Pole position :  Carlos Sainz Jr. (Ferrari) en 1 min 34 s 356 (210,340 km/h)[22].
- Meilleur tour en course :  George Russell  ( Mercedes) en 1 min 38 s 788  (200,903 km/h) au cinquante-sixième tour ; cinquième de l'épreuve, il remporte le point bonus associé au meilleur tour en course[23].

### Tours en tête
- Max Verstappen (Red Bull) : 40 tours (1-13 / 15-17 / 19-35 / 50-56)[24]
- Sergio Pérez (Red Bull) : 4 tours (14 / 36-38)
- Charles Leclerc (Ferrari) : 1 tour (18)
- Sebastian Vettel (Aston Martin-Mercedes) : 2 tours (39-40)
- Lewis Hamilton (Mercedes) : 9 tours (41-49)

## Classements généraux à l'issue de la course
| Pos.     | Pilote           | Écurie                | Points |
| -------- | ---------------- | --------------------- | ------ |
| Champion | Max Verstappen   | Red Bull              | 391    |
| 2        | Charles Leclerc  | Ferrari               | 267    |
| 3        | Sergio Pérez     | Red Bull              | 265    |
| 4        | George Russell   | Mercedes              | 218    |
| 5        | Carlos Sainz Jr. | Ferrari               | 202    |
| 6        | Lewis Hamilton   | Mercedes              | 198    |
| 7        | Lando Norris     | McLaren-Mercedes      | 109    |
| 8        | Esteban Ocon     | Alpine-Renault        | 78     |
| 9        | Fernando Alonso  | Alpine-Renault        | 71     |
| 10       | Valtteri Bottas  | Alfa Romeo-Ferrari    | 46     |
| 11       | Sebastian Vettel | Aston Martin-Mercedes | 36     |
| 12       | Daniel Ricciardo | McLaren-Mercedes      | 29     |
| 13       | Kevin Magnussen  | Haas-Ferrari          | 24     |
| 14       | Pierre Gasly     | AlphaTauri-Red Bull   | 23     |
| 15       | Lance Stroll     | Aston Martin-Mercedes | 13     |
| 16       | Mick Schumacher  | Haas-Ferrari          | 12     |
| 17       | Yuki Tsunoda     | AlphaTauri-Red Bull   | 12     |
| 18       | Zhou Guanyu      | Alfa Romeo-Ferrari    | 6      |
| 19       | Alexander Albon  | Williams-Mercedes     | 4      |
| 20       | Nyck de Vries    | Williams-Mercedes     | 2      |
| 21       | Nicholas Latifi  | Williams-Mercedes     | 2      |

| Pos.     | Écurie                | Points |
| -------- | --------------------- | ------ |
| Champion | Red Bull              | 656    |
| 2        | Ferrari               | 469    |
| 3        | Mercedes              | 416    |
| 4        | Alpine-Renault        | 149    |
| 5        | McLaren-Mercedes      | 138    |
| 6        | Alfa Romeo-Ferrari    | 52     |
| 7        | Aston Martin-Mercedes | 49     |
| 8        | Haas-Ferrari          | 36     |
| 9        | AlphaTauri-Red Bull   | 35     |
| 10       | Williams-Mercedes     | 8      |

## Statistiques
Le Grand Prix des États-Unis 2022 représente :
- la 3e pole position de Carlos Sainz Jr., sa troisième de la saison[27] ;
- la 33e victoire de Max Verstappen, sa treizième de la saison[28] ;
- la 90e victoire de Red Bull[29] ;
- la 15e victoire de Red Bull en tant que motoriste[30].

Au cours de ce Grand Prix :
- Red Bull Racing remporte le cinquième titre de champion du monde des constructeurs de son histoire, le premier depuis 2013, en mettant fin à la série de huit sacres consécutifs de Mercedes. L'équipe le dédie à son fondateur Dietrich Mateschitz, décédé durant le weekend[31] ;
- Sebastian Vettel est élu « Pilote du jour » à l'issue d'un vote organisé sur le site officiel de la Formule 1[32] ;
- en remportant sa treizième victoire de la saison, Max Verstappen égale les records de Michael Schumacher en 2004 et de Sebastian Vettel en 2013 ; il lui reste encore trois courses pour l'améliorer[33] ;
- en menant la course durant deux tours, Sebastian Vettel passe la barre des 3 500 tours en tête (3 501 tours)[34] ;
- Enrique Bernoldi (28 Grands Prix disputés entre 2001 et 2002 avec Arrows) est nommé conseiller par la FIA pour aider dans leurs jugements le groupe des commissaires de course[35].